# 涼崎探偵事務所ファイル
『涼崎探偵事務所ファイル』（すずさきたんていじむしょファイル）は、アボガドパワーズより発売されたアダルトゲームのシリーズであり、クトゥルー神話を題材にしたパースペクティブ・モダンホラーである。
シナリオは一貫して大槻涼樹が務めた。
また、本シリーズでは、「現代人の孤独」や「心の問題」を主題としている。

## 黒の断章 THE LITERARY FRAGMENT
パソコン（PC-9800シリーズ）用ソフトとして1995年7月14日に発売された、シリーズ第1作。1997年に18歳以上推奨ソフトとしてセガサターン (SS) へ移植された後、2004年にはSS版を再びアダルトゲームにアレンジしなおしてWindowsへ移植された。ディスカバリーで2000年にアダルトアニメ化されている。
SS用ソフトとしては十分な売上を記録したことに気を良くしたセガからは「2作目の『Esの方程式』も是非移植を」との打診が来たらしいが、アボガドパワーズはこれを拒否。理由としては本作の完璧な移植にこだわったアボガドパワーズがSS版を制作する際に破格な費用と労力を費やした（物語の後半で舞台がアメリカへ移るが、それに合わせてアメリカの録音スタジオでネイティブの声優による収録を行った）ため。アダルトゲーム雑誌『メガストア』へ掲載されたコメントによると、結果的にはSS版の売上を加えても赤字だったらしい。
また、クトゥルー神話研究でも知られる脚本家の森瀬繚によると、本作は本格派クトゥルー神話ゲームとして大ヒットしたものの、この時点におけるクトゥルー神話はマイナーメジャーの域を出られなかったとされている。
批評家の村上裕一は、アダルト専門ウェブサイト「WEBスナイパー」に寄せた記事の中で、本シリーズをアダルトゲームが日活ロマンポルノのような自由なメディアとして機能していた例として挙げている。また、村上は『ドグラ・マグラ』や『黒死館殺人事件』といった奇書からの影響を指摘しつつも、現在（2011年時点）だったら超展開と受け止められてもおかしくないだろうとしている。

### あらすじ
青年・涼崎聡はアメリカで自分の恋人を含む3人を殺した罪で起訴された。ところが彼には事件の記憶自体がなく、厳しい取り調べで疲弊したため、精神科医である草薙の支援を受ける。また、涼崎は被害者の遺族の一人である柏木明日香を引き取り、草薙を助手にした探偵事務所を運営していた。
涼崎がアメリカでの事件に巻き込まれてから6年後のある日、涼崎が住むマンションで連続猟奇殺人事件が起きる。犯人と思われる杜松 利明という人物からのメッセージが現場に残されており、そこには「ナコト写本」を用いて人間の精神を支配できることが示唆されていた。「ナコト写本」はアルハザードの魔導書「ネクロノミコン」の一部、それも最大の秘儀とされる「黒の断章」に関係しており、6年前の事件とも関連があったことから、涼崎たちはアメリカへ向かう。

一方、アメリカもまた「黒の断章」によって混迷を極めており、このようなオカルトアイテムが軍事的な目的で狙われていたほか、アドルフ・ヒトラーの復活をもくろむネオナチ関係者からも狙われていた。ここで、涼崎は杜松と対決し、6年前の事件で杜松に拉致された明日香の両親を救うために涼崎たちが戦い、そこで自分の恋人を救えなかったことが判明する。
さらに、杜松の正体が、「黒の断章」によって精神を永らえていた研究者ハーバート・ウエストであり、柏木夫妻を狙ったのも健康な肉体を得るためだったことが判明する。夫妻の肉体を手に入れられなかったウエストは、冬川という日本人学者の肉体を手に入れたものの杜松の肉体の損壊によって精神が変異し、集合的な欲望に支配されていた。そして、彼は冬川の妻・亜希子を蘇生させ、かつ彼の娘・希の肉体で融合させ、父と母と娘の三位一体を達成するため、涼崎の住むマンションで犯行を重ねていた。だが、涼崎が形見として明日香に持たせていたアクアマリンによって、ウエストは撃退される。

## Esの方程式 Wo Es war,soll Ich werden.
1996年5月24日にPC-9800シリーズ用ソフトとして発売された、シリーズ第2作。1997年8月にはWindowsへ移植された。

### あらすじ（Esの方程式）
『黒の断章の事件から1か月後、草薙の知人である山崎聡美と沢村人志が同時に自殺する事件が起きた。涼崎探偵事務所は再び調査に乗り出し、草薙は過去と対峙することになった。
事件の裏には周囲の人間から神とあがめられていた鵺野 兼人という青年がいた。彼は思い込みによって他者の精神を操る力を持ってしまい、自分にかかわった人間たちを「Es」の解放という名目で自殺に追い込んでいった。また、彼のもう一つの目的は村の言い伝えに出てくる邪神の復活だったが、涼崎たちの妨害によって失敗し、どこかへと転送されてしまう。

## 人工失楽園 Paradise Lost
タイトルが告知された後、開発凍結中のシリーズ第3作。

## 登場人物
（声優はSS版/OVAの順。PC版はCVなし）

### 涼崎探偵事務所関係者
涼崎 聡（すずさき さとし）
声 - 桑原たけし/中村秀利
涼崎探偵事務所の代表。18歳でアメリカに渡り、探偵として働くが、20歳の時ある事件によって記憶と恋人を失った。
その際、多重人格に陥り、メイン州立精神医療センターにて治療を受けていた経緯を持つ。
観察力と洞察力に優れ、知識は豊富だが、身だしなみはずぼら。ハードボイルドを気取り、女性には無節操。
柏木 明日香（かしわぎ あすか）
声 - 遠藤みやこ/浅田葉子
涼崎と草薙の助手兼秘書。14歳の時に両親を亡くして以来、同じ事件に巻き込まれた涼崎の養女とされた。
成人して独立後も涼崎を兄のように慕っており、彼に近づく女性にはいい顔をしない。性格はお転婆で、かなりの酒乱。
草薙（くさなぎ）
声 - 堀川亮/なし(※OVAには未登場)
涼崎の相棒であり、本作においてプレイヤーの視点を担うキャラクター。ファーストネームは設定されていない。
警視庁の心理分析官導入計画でプロファイラーとしての教育を受けていたことがあり、同時期に涼崎のカウンセリングをしていた。
古典心理学やそれに関連した宗教に詳しいが、優柔不断な一面を持つ。

### 黒の断章
冬川 希（ふゆかわ のぞみ）
声 - 住友七絵/沢木ありさ
あるマンションに住む少女。両親が仕事の都合で海外に住んでいるため、家庭教師の咲水遥と同居している。
『黒の断章』ではある事件のショックで失語症に陥っていた。『Esの方程式』で失語症は治ったものの、精神的なダメージはまだ残っていた。
『黒の断章』の終盤では草薙と恋人同士になっており、『Esの方程式』では彼を密かにリードすることもあった。
咲水 遥（さくみず はるか）
声 - 甲斐田ゆき/高田由美
希の家庭教師である女子大生で、不在がちな希の両親の代わりに保護者もしており、希にとっては姉のような存在。
実は両性愛者であり、希を恋愛対象として見ていることに苦しんでいる。
佛鵜 源一郎（ほとけう げんいちろう）
声 - 岸野幸正/渡部猛
警視庁捜査一課の警部補。
苗字と温厚な性格から『ホトケの源さん』のあだ名を持つが、洞察力は鋭い。
涼崎とは顔見知りで、明日香を娘同然にかわいがる。
『Esの方程式』にも登場。
寺田 貴義（てらだ たかよし）
声 - 風間信彦/川島得愛、根本央紀
佛鵜の相棒。まだ若手のハンサムな刑事。熱血漢だがそそっかしく、よく涼崎におちょくられているため犬猿の仲。
『Esの方程式』にも登場。
瀬尾 直美（せお なおみ）
声 - 住友七絵/菊池いづみ
明日香の高校生時代の同級生で、30C号室のに住んでいる。ダロウ製薬に勤めており、このマンションは会社から社宅として用意された。
気質のよい人物だが、気弱で流されやすい眼鏡っ娘。学生時代から涼崎に想いを寄せていた。
樋口 るみ子（ひぐち るみこ）
声 - 新山志保/小暮智美
60D号室に住む女子大生。蛭田に絡まれたところを涼崎に助けられて以来、興味を抱いている。
蛭田 繁臣（ひるた しげおみ）
声 - 岸野幸正/宇垣秀成
40C号室の住人。
ダロウ製薬の第二開発室で主任部長を務めており、直美同様このマンションは会社から社宅として用意された。
多趣味だが、るみ子にセクハラをするなど異常な一面を持つ。
三浦 幸光（みうら ゆきみつ）
声 - 田中和実 /非公開
蛭田の部下で、30D号室に住んでいる。
本来は誠実な性格だが、蛭田の下で働くうちに卑屈になってしまっている。
杜松 利明（ねず としあき）
声 - 塩沢兼人/梅津秀行
希少本などの取引を行うトレーダー。海外に住んでおり、マンションの20C号室は日本への滞在用として購入した。
しなやかな体つきをした、謎めいた紳士。
雌蕊 魅奈（しずい みな）
声 - 新山志保/桂るい、勝生真沙子
ミステリアスな美女の情報屋で、涼崎が明日香を養子として迎えられるようにした人物。
前述の経緯もあり仕事も超一流だが、「情報料」として涼崎との性行為を要求するため、明日香からは良く思われていない。
渋澤 靖之（しぶさわ やすゆき）
声 - 非公開/糸博
マンションの管理人。かなり頑迷な老人。
安藤 一樹（あんどう かずき）
声 - 非公開/宗矢樹頼
80D号室の住人。何かに怯え、神経質になっている。
ビル・トージア
声 - 非公開/玄田哲章
涼崎のアメリカ時代の相棒。元新聞記者で、現在は「地獄のハーフエイカー邸」のオーナーとなっている。豪快で頼もしい存在。
パーキンス・ギブソン
声 - 非公開/内田直哉
リヴァーバンクスの保安官。6年前の事件の際にも涼崎たちを取り調べていた。
ルイス・ウェルダイク
声 - 非公開
ハーフエイカー邸に住む呑んべえの老人。子供の頃にハーフエイカー邸付近で不可思議な体験をしている。
エイミー・マクドゥガル
声 - 非公開/赤井とまと
ハーフエイカー邸に住む金髪の女性。「好き者エイミー」と呼ばれる好色家で、涼崎にも色仕掛けをしてくる。
クラーク・アシュトン
声 - 非公開
エイミーのボーイフレンド。涼崎に敵意を燃やす。
カール・アドルフ・アイヒマン
声 - 非公開
ハーフエイカー邸に滞在するドイツ人の青年。地質学者を名乗っているが、何か秘密を探っているらしい。
シンディ・デ・ラ・ボーア
声 - 非公開/勝生真沙子
リヴァーバンクスにある図書館の司書。年齢不詳の謎めいた女性。
マイケル・マクシミリアン
声 - ヴィクター・ラヴ/非公開
リヴァーバンクスの廃教会で演説をしている黒人神父。弁が立つが、どこか人を食ったような態度を取る。

### Esの方程式
蒼澤 なほ（あおさわ なほ）
瑞穂の妹。木場がスカウトしていたところに草薙と出会い、彼の名刺を頼りに涼崎探偵事務所に来た。かなり好奇心旺盛。
蒼澤 瑞穂（あおさわ みずほ）
蒼澤なほの姉。両親を失って以来、妹を一人で育ててきた。奔放な妹とは対照的に淑やかな大和撫子タイプ。
滝沢 洋子（たきざわ ようこ）
オカルト系雑誌『ユグドラシル』の専属ライター。面白そうな記事のためなら何でもする猪突猛進型で、トラブルを起こしやすい。
『Esの方程式』では『超能力探偵VS並能力探偵』という企画を立てる。
歩（あゆむ）
洋子が連れてきた自称超能力者。言動がボーイッシュで、未成熟な容姿から少年のようにも見える。
操（みさお）
洋子が連れてきた自称超能力者。歩の双子の姉妹で、歩と比べると落ち着いている。
木場 亮次（きば りょうじ）
なほをデートクラブへ勧誘しようとしたチンピラ。飄々としたお調子者で守銭奴だが、どこか憎めないタイプ。
江口 麻亜美（えぐち まあみ）
木場の同居人。風俗で働いており、やや意思薄弱。
山崎 聡美（やまざき さとみ）
草薙の心理分析官候補生時代の先輩で、心理療法士として独立していた。
性依存症の気があり、草薙と再会した直後に謎の自殺を遂げる。
水野 菜奈子（みずの ななこ）
草薙の心理分析官候補生時代の同僚で、草薙に対して想いを寄せていた。
彼女が計画途中に死亡したことにより、心理分析官制度導入計画は中止となった。
一条 絢（いちじょう けん）
草薙の心理分析官候補生時代の同僚で、線の細いハンサムな青年。
鵺野 兼人（ぬえの かねひと）
自閉症の青年。中学生にしか見えないが、実年齢は草薙と同年。
かつて大量殺人を犯しており、心理分析官計画の被験者とされる。周囲の人間から神がかりとして崇められていた。
染野谷 宗一（そめのや そういち）
暴力団・大西組の若頭だが、若頭と呼ばれるのは嫌い。涼崎が大西組に貸しを作ったため、涼崎のことを良く思っていない。
貞安 基成（さだやす もとなり）
染野谷の弟分にして護衛。その魁偉から、ヘラクレスとも揶揄される巨漢。